# Здихава (річка)
Здихава (словац. Zdychava) — річка в Словаччині, ліва притока Мурані, протікає в окрузі Ревуца.
Довжина — 16.3 км. Витік знаходиться в масиві Столицькі-Врхи — на висоті 1100 метрів. Протікає територією села Муранська Здихава і міста Ревуца.
Впадає в Мурань на висоті 308 метрів.